# 투구르스키만

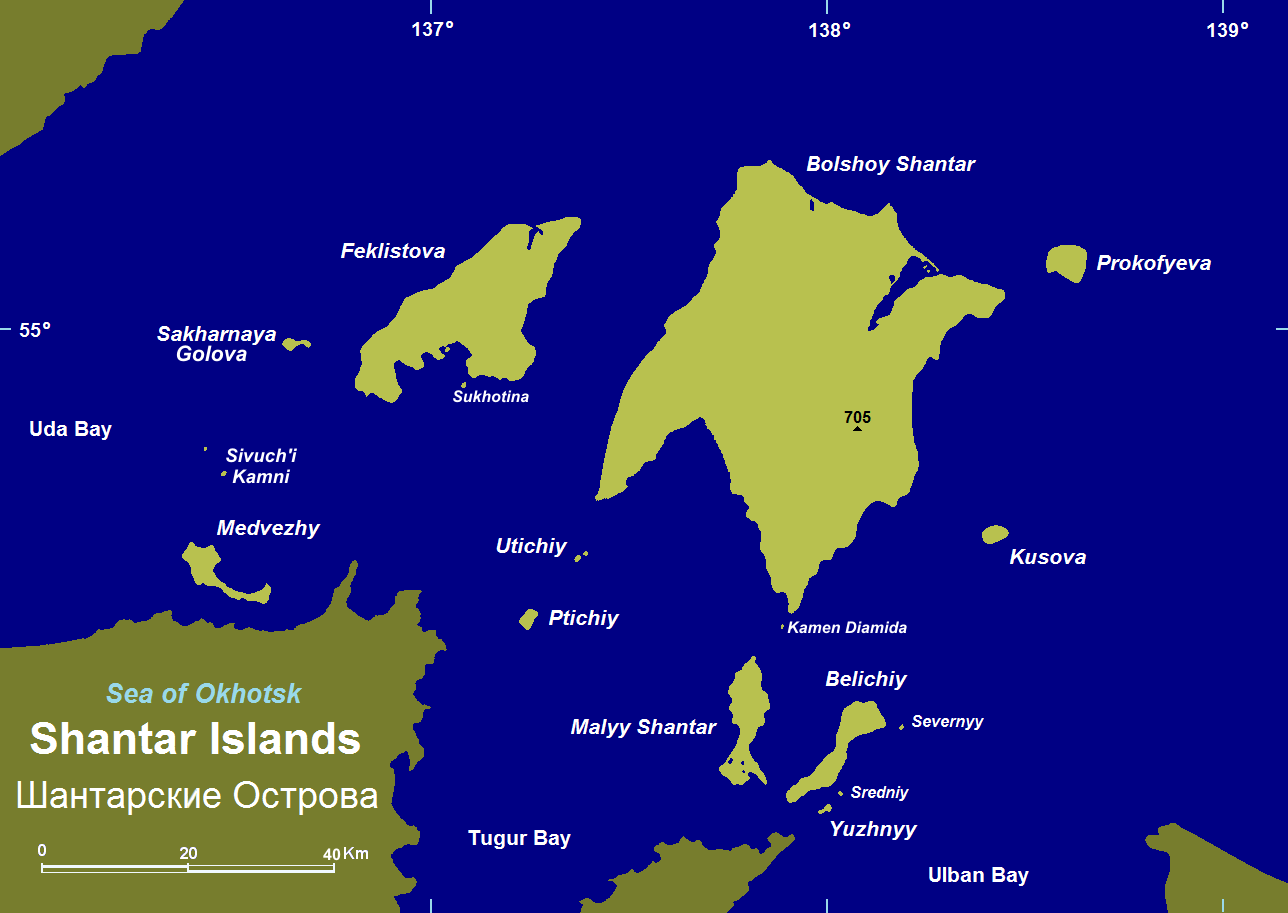

투구르스키 만(러시아어: Тугу́рский залив)은 오호츠크해의 남서부에 위치한 만이다. 샨타르스키예 제도가 위치해 있다.
10월 - 6월사이에 동결한다.
깊이는 2m이다.
투구르 강이 이곳으로 흐른다.